# Symphonie no 10 de Beethoven
Pour les articles homonymes, voir Symphonie no 10.

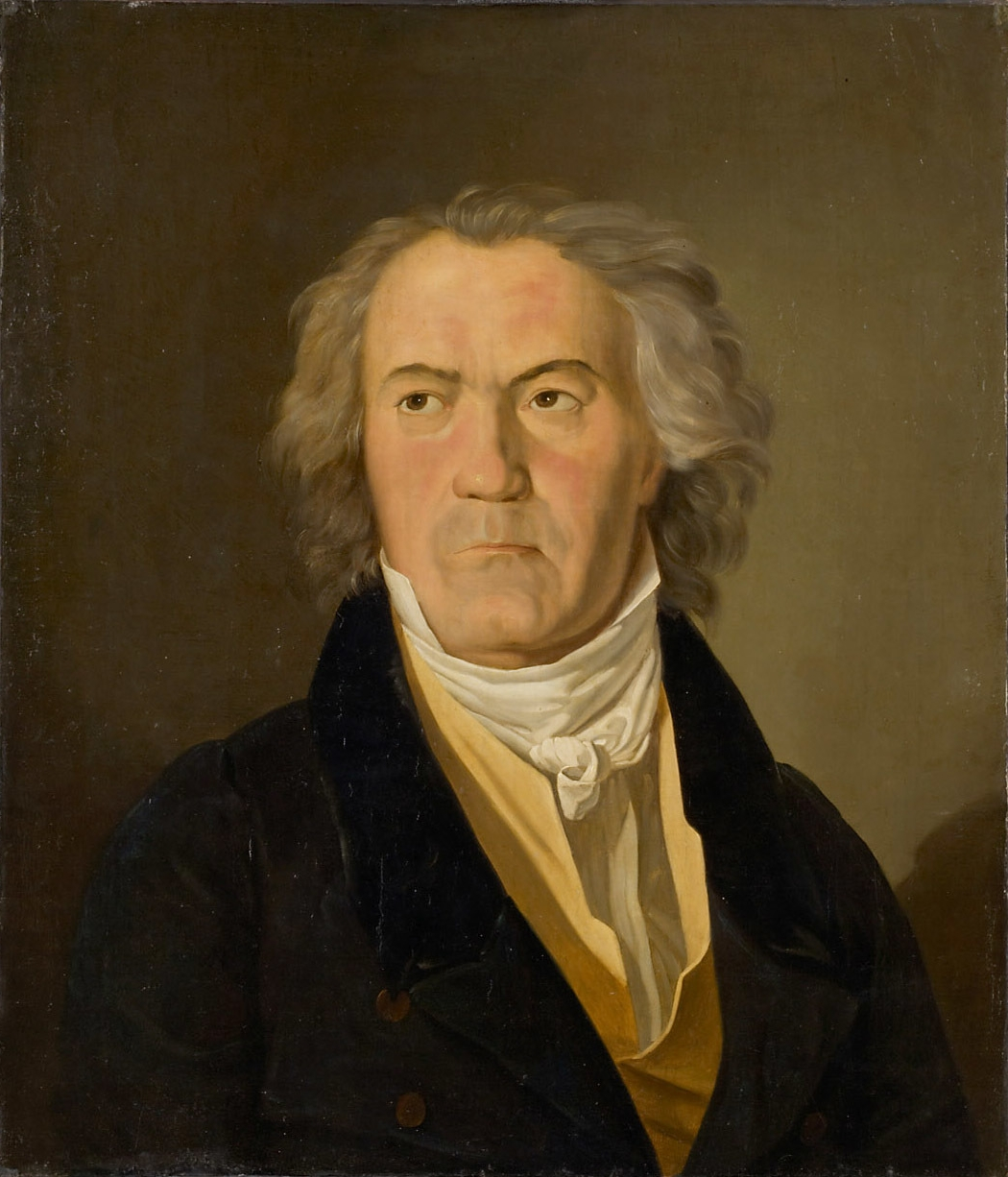
Beethoven en 1823
Portrait de F.G. Waldmüller, 1823

La Symphonie no 10 en mi bémol majeur Bia. 838 du compositeur allemand Ludwig van Beethoven est un travail hypothétique, assemblé par Barry Cooper à partir d'esquisses fragmentaires de Beethoven. Ce titre est controversé car il ne peut pas être prouvé que toutes les esquisses assemblées étaient destinées à la même pièce. Il est toutefois communément admis que Beethoven avait l'intention de créer une nouvelle symphonie après sa Neuvième.

## Histoire

### Les sources
Beethoven commence à noter ses idées pour une Dixième symphonie avant même de terminer sa neuvième en 1824 — un chevauchement similaire avait également eu lieu pour les cinquième et sixième symphonies. À l'origine, il avait prévu que sa neuvième symphonie soit entièrement instrumentale, que l'Ode à la joie soit une cantate séparée et de conclure avec sa Dixième Symphonie sur un travail vocal différent.
Il travaille donc sporadiquement à la Dixième symphonie à partir de 1822 et les dernières esquisses connues datent de décembre 1825. En effet, après avoir terminé sa Neuvième symphonie, Beethoven consacre la majeure partie de son temps à la composition de ses quatuors à cordes, bien qu'il existe des références contemporaines à un travail sur une symphonie. Il y a de nombreuses références à ce travail dans la correspondance de Beethoven ; ainsi une lettre écrite seulement huit jours avant sa mort à son ami Moscheles installé à Londres :
— Beethoven, lettre à Ignaz Moscheles, 18 mars 1827 (écrite par Anton Schindler et signée par Beethoven),
Beethoven aurait également joué au piano les esquisses du premier mouvement à son ami Karl Holz qui le rapporta plus tard en ces termes : une introduction en douceur en mi bémol majeur, suivie par un puissant Allegro en ut mineur. Mais il est évident que ce mouvement était loin d'avoir été entièrement écrit.
En 1844, Anton Schindler publie un article dans lequel il déclare que Beethoven avait écrit de nombreuses esquisses pour une dixième symphonie. Gustav Nottebohm, qui le premier publia les esquisses de Beethoven, suggère qu'il ne s'agit pas plus que d'idées bouillonnantes de Beethoven qui, durant sa carrière, en avait noté d'innombrables sans jamais les faire aboutir sous forme d'œuvres achevées. Ainsi, en 1814-15, Beethoven avait également noté des esquisses pour un concerto pour piano no 6 en ré majeur, Hess 15 (contrairement à cette symphonie, le 1er mouvement de ce concerto a été écrit en partie en partition complète et une reconstruction par Nicholas Cook a été joué et enregistré).
En 1874, Gerhard von Breuning (de) publie ses souvenirs au sujet de Beethoven et mentionne l'existence d'une Dixième symphonie à plusieurs reprises. Ainsi, il écrit que Schindler lui a chanté le thème du scherzo et qu'un des fréquents sujets de conversation entre Beethoven et son père portait sur le « nouveau pouvoir d'attraction » que pouvait ou devrait représenter une dixième symphonie et si elle devait comporter un chœur ou pas. Il écrit aussi : « Il me semble que Beethoven avait l'intention d'inclure des thèmes anglais dans l'œuvre, mais Schindler contredit ce fait. Il se peut que ma mémoire soit vague à ce sujet. »
L'étude des esquisses de Beethoven est une chose délicate. D'une part, beaucoup ont été vendues après sa mort comme souvenir de son écriture; elles ne furent rassemblées qu'au XIXe siècle. D'autre part, elles ne comportent pour la plupart qu'une seule ligne de musique sans clé, souvent illisibles et, quand elles le sont, difficiles à interpréter. Pour ces raisons, après Nottebohm, peu de chercheurs ont étudié directement les esquisses originales de la main de Beethoven. Ce n'est qu'au début des années 1960 qu'elles sont systématiquement examinées et datées. Sur la base de ces recherches, le musicologue Robert S. Winter estima en 1977 qu'il n'y avait pas de lacunes majeures dans la séquence des carnets d'esquisses liés à l'activité créatrice de Beethoven après la Neuvième Symphonie et que, n'y trouvant pas d'esquisses démontrant un travail pour une nouvelle symphonie, il rejeta l'idée selon laquelle Beethoven travaillait sérieusement à une dixième symphonie.

### La reconstruction de Barry Cooper
En 1983, lors de recherches sur Beethoven dans une bibliothèque de Berlin Ouest, Barry Cooper trouve des esquisses compatibles avec la description de Karl Holz. De plus, il trouve une note écrite de la main du compositeur sur la page d'un cahier disant : « fin du premier mouvement » ; la page suivante parle de « nouvelle symphonie » — alors que tous les experts avaient précédemment conclu qu'il s'agissait d'une ouverture inachevée.
À la même époque, le musicologue Sieghard Brandenburg publie un article décrivant des esquisses ressemblant à celles vues par Cooper à Berlin .
En combinant ses travaux à ceux de Brandenburg, Cooper identifie plus de cinquante fragments séparés pouvant se rattacher à l'élaboration d'une dixième symphonie, totalisant environ 200 mesures exploitables. Partant du principe que ces esquisses donnent une idée claire des intentions de Beethoven et qu'il serait dommage de se priver de ce matériel, il les assemble pour former, après cinq années de travail, le 1er mouvement de cette symphonie composé d'un andante en mi bémol majeur, suivi d'un allegro rapide et tempétueux en do mineur, puis la reprise sous une forme modifiée de l’andante, conformément à la description faite par Karl Holz, chose que Beethoven n'avait jamais fait dans une symphonie précédente.
Cooper a l’honnêteté de préciser que « Le résultat n’est évidemment pas exactement ce que le compositeur aurait écrit, et plus particulièrement en certains endroits Beethoven aurait probablement été plus imaginatif. […] Néanmoins, mon travail fournit au moins une impression approximative du mouvement tel qu’il l’avait à l’esprit au moment des esquisses et est certainement de loin plus proche de la Symphonie n° 10 que ce qui en a déjà été entendu précédemment. […] De plus le résultat peut également être apprécié comme morceau de musique en tant que tel, contrairement aux esquisses fragmentaires qui en elles-mêmes ne pourraient jamais l’être. »
Cooper affirme avoir également identifié des esquisses pour un scherzo qui ne sont pas assez développées pour être assemblées en une version présentable.
La partition de Cooper est écrite pour 2 flûtes, 2 hautbois, 2 clarinettes en si bémol, 2 bassons, 2 cors en fa, 2 trompettes en do, timbales, violons I et II, altos, violoncelles et contrebasses.

### Création et critiques
La première mondiale a été donnée par l'Orchestre philharmonique royal de Liverpool sous la direction de Walter Weller au Royal Festival Hall de Londres, le 18 octobre 1988 pour l'ouverture de la saison de concert de la Royal Philharmonic Society à qui Beethoven avait promis une symphonie avant de mourir.
La presse a réagi de façon mitigée à cette première. Anthony Payne (The Independent) écrit que la « musique sonnait à moitié formée » et qu'elle manquait de cette « nouvelle invention aveuglante qui aurait certainement transformé ces esquisses plus tard dans le processus de composition. […] Cependant, le Dr. Cooper a été capable de révéler des choses fraîches et fascinantes. » Un autre critique, Alan Blyth, écrit dans The Daily Telegraph que le mouvement commença avec un thème qui était « immanquablement de Beethoven » mais que ce qui suivit ressemblait peu voire pas du tout à ce que l'imprévisible et original Beethoven aurait pu réaliser. Le critique et érudit Andrew Porter, dans le New Yorker du 28 novembre 1988, considère le travail comme « peu convaincant », « sonnant parfois comme du Schumann ».
Au contraire, Yehudi Menuhin, qui avait dirigé une partie du concert de la première, a déclaré après la représentation que la reconstruction était un travail précieux.

### Enregistrements
- City of Birmingham Symphony Orchestra, Walter Weller (1988), Chandos CHAN 6501
- London Symphony Orchestra, Wyn Morris (1988), Carlton Classics; ASIN: B000003YPG[17]
- Czech Philharmonic Orchestra, Douglas Bostock (2003), Label Classico; ASIN: B0000DFZBN

## Autres reconstructions
Le compositeur allemand Gerd Prengel a également tenté d'assembler les esquisses mais ce travail n'a pas encore été publié.
Le compositeur Hideaki Shichida a reconstitué les quatre mouvements de cette symphonie, ses travaux sont disponibles en partitions et en fichiers MIDI. La version de Shichida de la dixième de Beethoven a été exécutée par l'Orchestra Sinfonica del Lario sous la direction de Pierangelo Gelmini le 23 février 2013 à Cantù.
En 2021, le programmeur Florian Colombo, assisté du chef d'orchestre Guillaume Berney, a achevé la reconstruction de la 10e symphonie par intelligence artificielle, réalisée après plusieurs années de travail.